# Corneliu Pascu
Corneliu Pascu (n. 28 februarie 1941) este un om de afaceri și fost senator român în legislatura 2004 - 2008 ales în județul Buzău pe listele partidului PC. În cadrul activității sale parlamentare, Corneliu Pascu a fost membru în grupurile parlamentare de prietenie cu Republica Franceză-Senat și Republica Federală Germania. Corneliu Pascu a înregistrat 217 de luări de cuvânt în ședințe parlamentare și a inițiat 17 propuneri legislative, din care 8 au fost promulgate legi.
Corneliu Pascu deține grupul Iridex, înființat imediat după 1989, având o avere estimată la peste 60 de milioane de euro.
Înainte de 1990 a fost director tehnic la Antrepriza Română, care a avut lucrări în străinătate pe vremea comunismului, multe în Irak.În anul 2005, Corneliu Pascu era vicepreședinte al Asociației Oamenilor de Afaceri din România (AOAR).